# Shannon Hoon
Shannon Hoon, född Richard Shannon Hoon 26 september 1967 i Lafayette, Indiana, död 21 oktober 1995 i New Orleans, Louisiana, var sångare i Blind Melon.
Hoon spelade in "The Garden" och "Don't Cry" med Guns N' Roses. Han avled av en överdos kokain.

## Diskografi
Studioalbum med Blind Melon
- 1992 – Blind Melon
- 1995 – Soup

Livealbum med Blind Melon
- 1995 – Live at the Palace